# Studeriotes crassa
Studeriotes crassa is een zachte koraalsoort uit de familie Viguieriotidae. De koraalsoort komt uit het geslacht Studeriotes. Studeriotes crassa werd in 1910 voor het eerst wetenschappelijk beschreven door Kükenthal. 